# McKenzie Peak
McKenzie Peak är en bergstopp i Antarktis. Den ligger i Östantarktis. Australien gör anspråk på området. Toppen på McKenzie Peak är 1 504 meter över havet.
Terrängen runt McKenzie Peak är platt åt sydväst, men åt nordost är den kuperad. Trakten är obefolkad. Det finns inga samhällen i närheten. 